# Коммунар (Владимирская область)

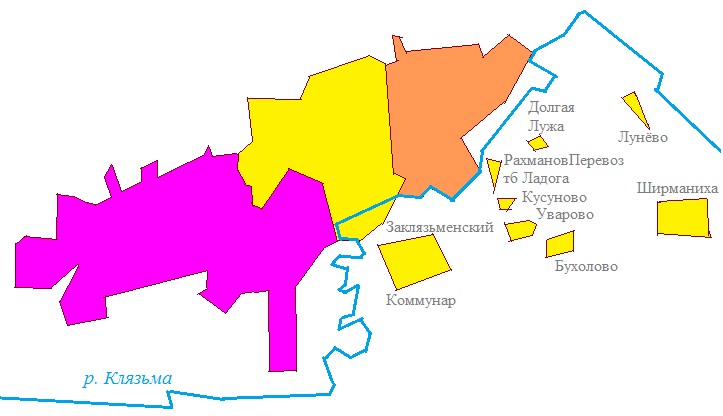
Коммунар на карте города Владимира с районами
Ленинский
Октябрьский
Фрунзенский

Коммуна́р — упразднённый посёлок во Владимирской области. В 2004 году включен в состав города Владимира и исключен из учётных данных.

## География
Стоит в 4 км от Владимира на противоположном (правом) берегу Клязьмы. К юго-западу расположен Загородный парк.

## История
Основан в 1927 году в качестве совхоза.
В 1957 году населенный пункт совхоза «Коммунар» передан в административное подчинение Владимирскому районному Совету депутатов трудящихся. В 1965 году образован пригородный сельсовет с центром в посёлке центральной усадьбы совхоза «Коммунар». Указом ПВС РСФСР № 151 от 14.02.1966 посёлок центральной усадьбы совхоза «Коммунар» переименован в Коммунар.

## Население
| 2002 |
| ---- |
| 3208 |

## Инфраструктура
ГБУЗ ВО Областная клиническая больница. Действовал совхоз.

## Транспорт
Через микрорайон проходит Судогодское шоссе.